# Паленга, Евгений Юрьевич
Евгений Юрьевич Паленга (27 января 1993, Чегдомын) — российский хоккеист, защитник. Воспитанник хоккейной школы хабаровского «Амура».

## Карьера
Переехав в Москву, начал выступать за юношескую команду «Спартака», на открытом Чемпионате Москвы, среди юношей 1993 г.р. — 2006/2007 (Группа А), затем, на первенстве региональных округов, юниорской лиге Москвы и международном турнире — юношей 93 года рождения.
На драфте КХЛ 2010, в 5 раунде под 103 общим номером, был выбран столичным «Спартаком». В межсезонье проявил себя с лучшей стороны, был вызвал главным тренером команды Милошем Ржигой на предсезонные сборы с основной командой. Также был вызван под флаг юниорской сборной России для участия в мемориале Ивана Глинки, который проходил в чешском городе Бржецлав и словацком городе Пьештяни, с 9 по 14 августа 2010 года. Дебютировал в КХЛ в первом туре сезона 2010/11, в дерби против московского ЦСКА. Вызывался с основной командой на Кубок Шпенглера в 2010 году, который проходил с 26 по 31 декабря в швейцарском Давосе. Закрепился в составе «МХК Спартак», в котором проиграл до 2012 года.
Принимал участие в Азиатском кубке вызова 2014, где выступал в составе сборной МХЛ — «Красные Звёзды», которая была составлена на основе игроков команды «Сахалинские Акулы».